# 山菅属
山菅属（学名：Dianella）是阿福花科下的一个属，为多年生草本植物。该属共有约30种，分布于热带亚洲和大洋洲。